# 9148 Boriszaitsev
9148 Boriszaitsev (1977 EL1) là một tiểu hành tinh vành đai chính được phát hiện ngày 13 tháng 3 năm 1977 bởi N. S. Chernykh ở Đài vật lý thiên văn Crimean.